# 申塞
申塞是德国巴伐利亚州的一个市镇。总面积50.26平方公里，总人口2635人，其中男性1315人，女性1320人（2011年12月31日），人口密度52人/平方公里。